# 小笠原欣幸
小笠原 欣幸（おがさわら よしゆき、1958年3月 - ）は、日本の政治学者。東京外国語大学名誉教授、台湾国立清華大学栄誉講座教授。
学位は社会学博士（一橋大学）。専門は比較政治学、台湾政治研究で、日本台湾学会理事等も歴任。樫山純三賞、アジア・太平洋賞、外務大臣表彰を受賞。
研究生活をイギリス政治思想史研究から始めた後、台湾研究に転向。専門は台湾のエスニシティ問題や選挙など。

## 経歴
1981年、一橋大学社会学部卒業。1983年、一橋大学大学院社会学研究科修士課程修了。1986年、論題「ハロルド・ラスキの『同意による革命』論研究」で一橋大学から社会学博士を授与され、博士課程を修了。審査員は指導教官の都築忠七のほか、田中浩、加藤哲郎。
1991年、東京外国語大学外国語学部講師。1994年、同助教授。同年より中国語学習と台湾研究を開始。1999年から2000年、台湾国立政治大学中山研究所（国家発展研究所）客員研究員。2004年、東京外国語大学大学院地域文化研究科助教授。2007年、東京外国語大学特命事項担当室准教授。2013年4月、東京外国語大学総合国際学研究院准教授（国際社会部門・地域研究系）。2020年、同教授。2023年3月、東京外国語大学を定年退職し、同名誉教授。2024年9月、国立清華大学栄誉講座教授。

## 受賞
- 著書『台湾総統選挙』（2019年）により、樫山純三賞学術書賞[9]、アジア・太平洋賞特別賞[10]。
- 日台相互理解への貢献により、外務大臣表彰（2024年8月）[1][11]。

## 著書

### 単著
- 『ハロルド・ラスキ――政治に挑んだ政治学者』（勁草書房、1987年)
- 『衰退国家の政治経済学』（勁草書房、1993年)
- 『台湾総統選挙』（晃洋書房、2019年)

### 共著
- 『イギリス社会主義思想史』（三省堂、1986年）
- 『陳水扁再選 : 台湾総統選挙と第二期陳政権の課題』（日本貿易振興機構アジア経済研究所、2004年）
- 『ポスト民主化期の台湾政治 : 陳水扁政権の8年』（日本貿易振興機構アジア経済研究所、2010年）
- 『膨張する中国の対外関係 : パクス・シニカと周辺国』（勁草書房、2010年）
- 『馬英九再選 : 2012年台湾総統選挙の結果とその影響』（日本貿易振興機構アジア経済研究所、2012年）
- 『現代台湾政治を読み解く』（研文出版、2014年）
- 『主要国の対中認識・政策の分析』（日本国際問題研究所、2015年）
- 『現代台湾の政治経済と中台関係』（晃洋書房、2018年）
- 『蔡英文再選 : 2020年台湾総統選挙と第2期蔡政権の課題』（日本貿易振興機構アジア経済研究所、2020年）

### 翻訳
- アンドリュー・ギャンブル『イギリス衰退100年史』（都築忠七共訳、みすず書房，1987年)
- アンドリュー・ギャンブル『自由経済と強い国家――サッチャリズムの政治学』（みすず書房，1990年)
- アンドリュー・ギャンブル『資本主義の妖怪――金融危機と景気後退の政治学』（みすず書房, 2009年）